# Bretwalda

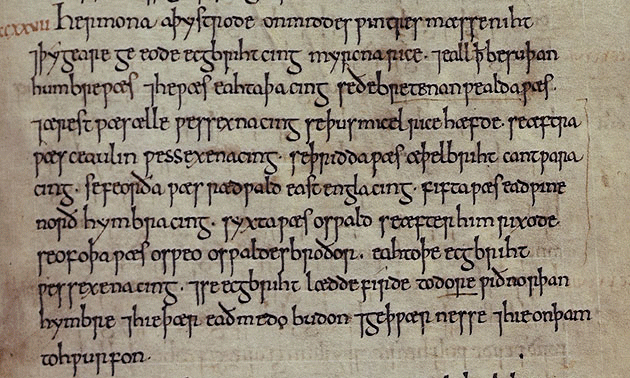
A entrada para 827 na "Crônica Anglo-Saxônica", que lista as oito bretwaldas.

Bretwalda é um termo anglo-saxão, cujo primeiro registro de uso vem da Crônica Anglo-Saxônica. Foi usado naquela crônica para designar alguns reis anglo-saxões do século V da Heptarquia que haviam sobressaído sobre os demais reinos. 
O termo também surge num documento de Etelstano, rei dos ingleses. Aparece com várias grafias (brytenwalda, bretenanwealda, etc.), e tem o significado de "Senhor dos Bretões" ou "Senhor da Bretanha"; embora a derivação da palavra seja incerta, a raiz parece ser cognata dos termos bretão e Bretanha; John Mitchell Kemble, entretanto, deriva Bretwalda do inglês antigo breotan (que significa distribuir) e translata como "regente geral".

## Reis

### Lista pela Crônica Anglo-Saxônica
- Ælle de Sussex (c. 477 – c. 514)
- Ceaulino de Wessex (560 – 592)
- Santo Etelberto de Kent (c. 589 – 616)
- Redualdo da Ânglia Oriental (c. 599 – c. 624)
- Santo Eduíno da Nortúmbria (616 – 632)
- Santo Osvaldo da Nortúmbria (633 – 642)
- Osvio da Nortúmbria (642 – 670)
- Egberto de Wessex (802 – 839)
- Alfredo de Wessex (871 – 899)

### Reis da Mércia com autoridade similar ou maior
- Penda (626/633 – 655)
- Vulfário (658 – 675)
- Etelredo (675 – 704)
- Etelbaldo (716 – 757)
- Ofa (757 – 796)
- Cenulfo (796 – 821)